# Qapqal
Huyện tự trị dân tộc Tích Bá Qapqal (giản thể: 察布查尔锡伯自治县; phồn thể: 察布查爾錫伯自治縣; bính âm: Chábùchá'ěr Xíbó Zìzhìxiàn, Hán Việt: Sát Bố Tra Nhĩ Tích Bá tự trị huyện; Tích Bá:ᠴᠠᠪᠴᠠᠯ
ᠰᡞᠪᡝ
ᠪᡝᠶᡝ
ᡩᠠᠰᠠᡢᡤᠠ
ᠰᡞᠶᠠᠨ  Cabcal Sibe beye dasangga siyan, cũng được chuyển tự thành Chapchal) là một huyện tự trị của Châu tự trị dân tộc Kazakh - Ili (Y Lê), khu tự trị Tân Cương, Trung Quốc. Qapqal có nghĩa là "vựa lúa" trong tiếng Tích Bá. Người Tích Bá vốn cư trú ở vùng đông bắc Trung Quốc và trước đây được nhà Thanh cử đến đồn trú tại khu vực này. Huyện có một tờ báo bằng tiếng Tích Bá. Đài truyền hình có một vài chương trình bằng tiếng Tích Bá và được trình chiếu vài lần mỗi tháng.

## Dân cư
| Số | Tên Tích Bá               | Tên Hán      | % Tích Bá | % Hán | % Khác | Dân cư | Số thôn | Nguồn |
| -- | ------------------------- | ------------ | --------- | ----- | ------ | ------ | ------- | ----- |
| 1  | Uju Niru                  |              | 61,8      | 20,9  | 17,3   |        |         |       |
| 2  | Jai Niru                  |              | 72,2      | 15,5  | 12,3   |        |         |       |
| 3  | Ilaci Niru                |              | 73,2      | 12,3  | 14,5   |        |         |       |
| 4  | Duici Niru                |              | 32,9      | 28,4  | 38,7   |        |         |       |
| 5  | Sunjaci Niru              | 孙扎齐乡     | 38,2      | 15    | 46,8   | 8033   | 4       | [ 3 ] |
| 6  | Ningguci Niru, hay Capcal |              | 29        | 32    | 39     |        |         |       |
| 7  | Nadaci Niru               |              | 41,6      | 32    | 24,6   |        |         |       |
| 8  | Jakûci Niru               | 扎库齐牛录乡 | 72,2      | 15,5  | 12,3   | 13.000 | 5       | [ 4 ] |

### Trấn
- Sát Bố Tra Nhĩ (察布查尔镇)
- Ái Tân Xá Lý (爱新舍里镇)

### Hương
| - Đôi Tề Ngưu Lục (堆齐牛录乡) - Tôn Trát Tề Ngưu Lục (孙扎齐牛录乡) - Xước Hoắc Nhĩ (绰霍尔乡) - Nạp Đạt Tề Ngưu Lục (纳达齐牛录乡) - Trát Khố Tề Ngưu Lục (扎库齐牛录乡) | - Khảm (坎乡) - Khoát Hồng Kỳ (阔洪奇乡) - Hải Nỗ Khắc (海努克乡) - Gia Dát Tư Đài (加尕斯台乡) - Quỳnh Bác Lặc (琼博拉乡) |

### Hương dân tộc
- Hương dân tộc Hồi - Mễ Lương Toàn (米粮泉回族乡)